# 奧利瓦 (波蘭)
奧利瓦（波蘭語：Oliwa）是位於波蘭城市格但斯克的一個地區。奧利瓦的主要旅遊景點有修道院長宮和奧利瓦主教座堂。

## 外部連結
- Oliwa.pl （页面存档备份，存于）
- Map of Oliwa (*.pdf)
- History of the famous organ in the cathedral in Oliwa

54°24′38″N 18°33′32″E / 54.41056°N 18.55889°E